# Diplacus

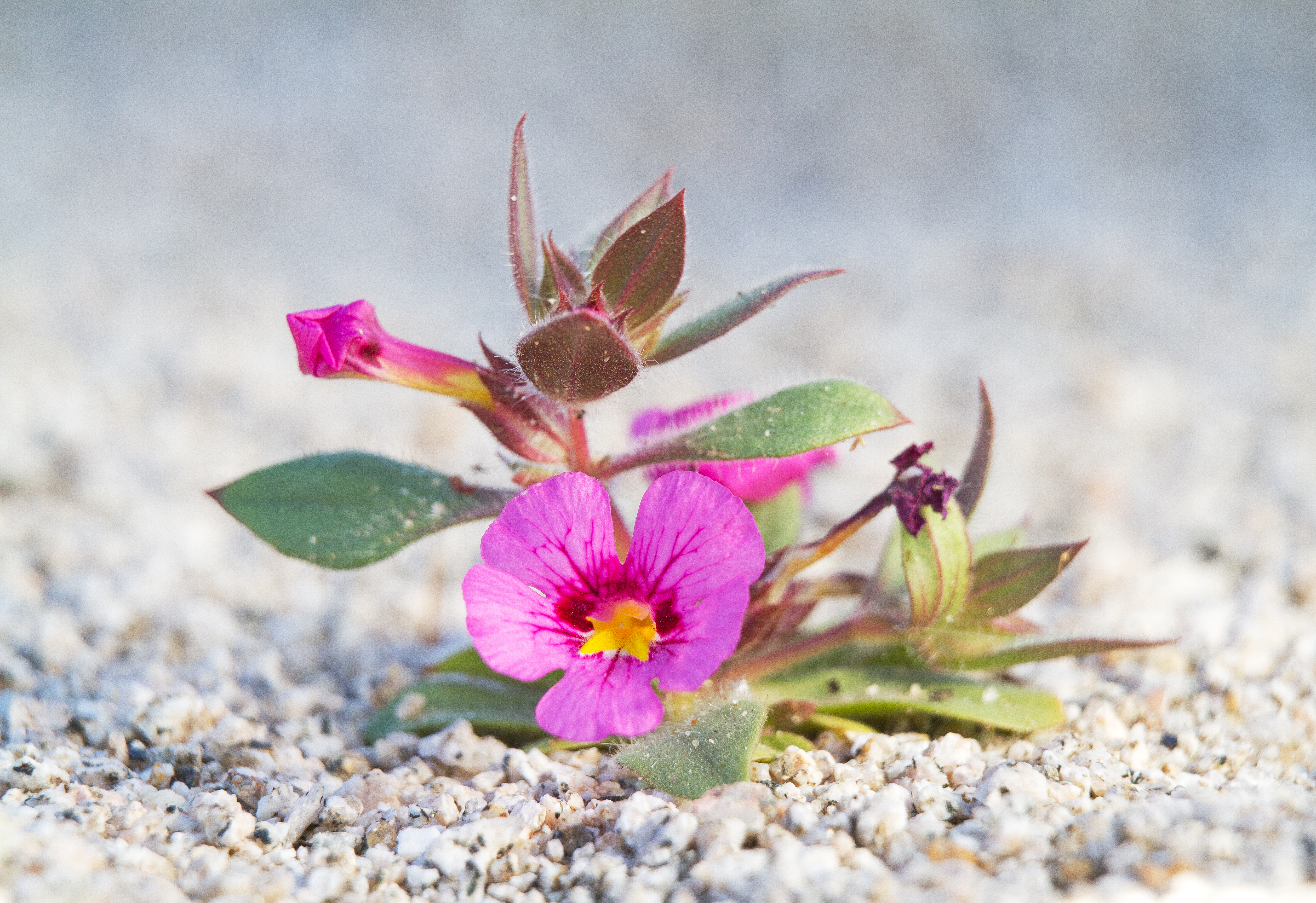
Diplacus bigelovii

Diplacus – rodzaj roślin z rodziny Phrymaceae. Należy do niego 49 gatunków. Zasięg rodzaju obejmuje zachodnią część Ameryki Północnej od stanów Waszyngton i Montana na północy po północno-zachodni Meksyk na południu (w Meksyku na Półwyspie Kalifornijskim i przyległych wyspach rośnie tylko D. stellatus). Rośliny tu zaliczane były włączane do rodzaju kroplik Mimulus w jego tradycyjnym, szerokim ujęciu. Takson wyodrębniony został na podstawie molekularnych analiz filogenetycznych, wyróżnia go położenie ścienne zalążków, ale też z cech morfologicznych: krótkoszypułkowe kwiaty (szypułki są krótsze od kielicha), zwykle podwinięte na brzegach i ogruczolone liście, obecność pęczków małych liści w węzłach i drobno ogruczolona szyjka słupka.

## Morfologia

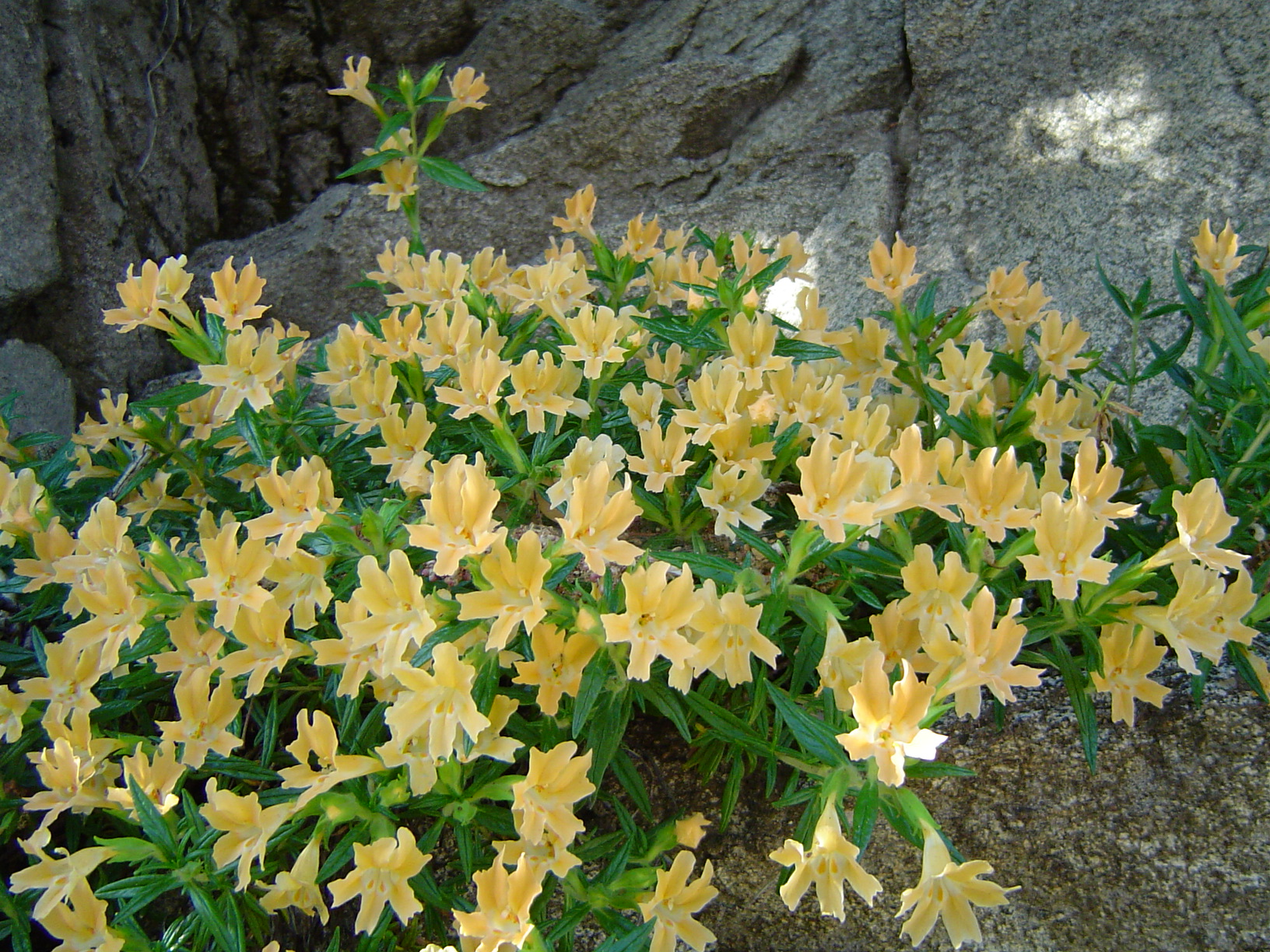
Diplacus aurantiacus

PokrójRośliny z sekcji typowej Diplacus to głównie krzewy i półkrzewy, w pozostałych sekcjach dominują byliny, ale należą tu też rośliny roczne. D. nanus to drobna roślina rozwijająca poza liścieniami tylko dwa liście i kwiat. Łodygi są wzniesione, obłe, rzadko nieco czterościenne, nagie do w różnym stopniu owłosionych i ogruczolonych.
LiścieOdziomkowe i łodygowe, przy czym te pierwsze zamierają przed kwitnieniem. Osadzone na ogonkach lub siedzące, blaszka ząbkowana do całobrzegiej, płaska lub podwinięta na brzegu.
KwiatyWyrastają w kątach liści pojedynczo lub w liczbie dwóch, rzadko trzech lub czterech. Szypułka całkiem zredukowana lub obecna, ale krótsza od kielicha, rzadko podobnej długości. Działki w liczbie 5, zrośnięte w rurkę, na końcu z trójkątnymi łatkami, czasem zredukowanymi. Rurka kielicha zwykle kanciasta, czasem oskrzydlona wzdłuż nerwów. Korona kwiatu więdnie, ale zachowuje się po kwitnieniu, rzadziej odpada. Może mieć barwę: niebieską, fioletową, różową, czerwoną, pomarańczową lub żółtą, rzadko bywa biała, a u niektórych gatunków wielokolorowa. Dolna warga z trzema łatkami, a górna z dwoma. Pręciki są cztery, dwa z nich dłuższe, z nitkami nagimi lub owłosionymi. Zalążnia górna, z dwóch zrośniętych owocolistków, dwukomorowa. Znamię dwudzielne.
OwoceJajowate, czasem asymetryczne lub silnie zwężone albo bocznie spłaszczone torebki. Zawierają wiele (od 100 do 2 tysięcy), drobnych, spłaszczonych nasion.

## Systematyka

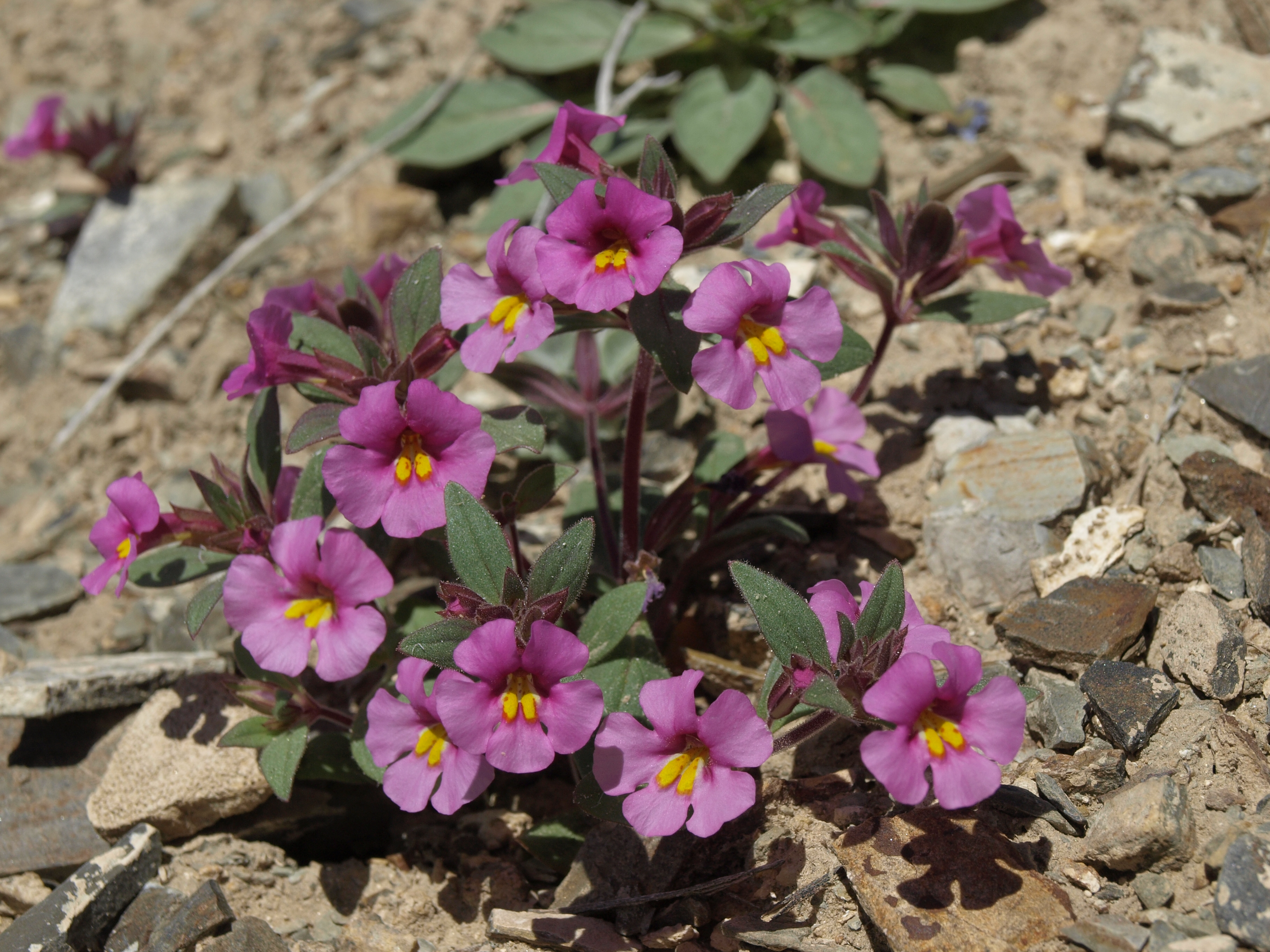
Diplacus parryi

Rodzaj z rodziny Phrymaceae. Najbliżsi krewni to rodzaje Mimetanthe i Hemichaena. Rodzaj dzielony jest na 6 sekcji potwierdzonych analizami molekularnymi i morfologicznymi: sect. Eunanus (Bentham) G.L. Nesom & N.S. Fraga, sect. Pseudoenoe (A.L. Grant) G.L. Nesom & N.S. Fraga, sect. Cleisanthus (J.T. Howell) G.L. Nesom & N.S. Fraga, sect. Oenoe (A. Gray) G.L. Nesom & N.S. Fraga i sect. Diplacus.
Wykaz gatunków
- Diplacus angustatus (A.Gray) G.L.Nesom
- Diplacus aridus Abrams
- Diplacus aurantiacus (Curtis) Jeps.
- Diplacus × australis (Munz) Tulig
- Diplacus bicolor (A.Gray) Hrusa
- Diplacus bigelovii (A.Gray) G.L.Nesom
- Diplacus bolanderi (A.Gray) G.L.Nesom
- Diplacus brandegeei (Pennell) G.L.Nesom
- Diplacus brevipes (Benth.) G.L.Nesom
- Diplacus calycinus Eastw.
- Diplacus cascadensis G.L.Nesom
- Diplacus clevelandii (Brandegee) Greene
- Diplacus clivicola (Greenm.) G.L.Nesom
- Diplacus compactus (D.M.Thomps.) G.L.Nesom
- Diplacus congdonii (B.L.Rob.) G.L.Nesom
- Diplacus constrictus (A.L.Grant) G.L.Nesom
- Diplacus cusickii (Greene) G.L.Nesom
- Diplacus cusickioides G.L.Nesom
- Diplacus deschutesensis G.L.Nesom
- Diplacus douglasii (Benth.) G.L.Nesom
- Diplacus fremontii (Benth.) G.L.Nesom
- Diplacus grandiflorus (Lindl. & Paxton) Hérincq
- Diplacus graniticola Schoenig
- Diplacus jepsonii (A.L.Grant) G.L.Nesom
- Diplacus johnstonii (A.L.Grant) G.L.Nesom
- Diplacus kelloggii (Curran ex Greene) G.L.Nesom
- Diplacus layneae (Greene) G.L.Nesom
- Diplacus leptaleus (A.Gray) G.L.Nesom
- Diplacus linearis (Benth.) Greene
- Diplacus × lompocensis McMinn
- Diplacus longiflorus Nutt.
- Diplacus mephiticus (Greene) G.L.Nesom
- Diplacus mohavensis (Lemmon) G.L.Nesom
- Diplacus nanus (Hook. & Arn.) G.L.Nesom
- Diplacus ovatus (A.Gray) G.L.Nesom
- Diplacus parryi (A.Gray) G.L.Nesom & N.S.Fraga
- Diplacus parviflorus Greene
- Diplacus pictus (Greene) G.L.Nesom
- Diplacus pulchellus (Drew ex Greene) G.L.Nesom
- Diplacus puniceus Nutt.
- Diplacus pygmaeus (A.L.Grant) G.L.Nesom
- Diplacus rattanii (A.Gray) G.L.Nesom
- Diplacus rupicola (Coville & A.L.Grant) G.L.Nesom & N.S.Fraga
- Diplacus rutilus (A.L.Grant) McMinn
- Diplacus stellatus Kellogg
- Diplacus thompsonii G.L.Nesom
- Diplacus torreyi (A.Gray) G.L.Nesom
- Diplacus traskiae (A.L.Grant ex Millsp. & Nuttall) G.L.Nesom
- Diplacus tricolor (Hartw. ex Lindl.) G.L.Nesom
- Diplacus vandenbergensis (D.M.Thomps.) G.L.Nesom
- Diplacus viscidus (Congdon) G.L.Nesom